# Hyperclean
Hyperclean est un groupe de pop français, originaire de Toulouse, en Haute-Garonne. Il est formé en 2001 par Frédéric Jean, chanteur et auteur-compositeur des morceaux, avec son frère Ludovic Dulac (clavier) et Julien Barbagallo (batterie). Julien Gasc (guitare) et Benjamin Glibert (basse) les rejoignent par la suite, complétant la formation du groupe. Ces trois derniers quittent le groupe en 2008 et sont remplacés par Emma, Ben, et Jesse Wermon.

## Biographie
Hyperclean est formé en 2001 par Frédéric Jean, chanteur et auteur-compositeur des morceaux, avec son frère Ludovic Dulac (clavier) et Julien Barbagallo (batterie). Julien Gasc (guitare) et Benjamin Glibert (basse) les rejoignent par la suite, complétant la formation du groupe. Hyperclean multiplie les tournées depuis ses débuts. Cette présence scénique particulière, fortement teintée d'humour, a permis à Hyperclean d'assurer régulièrement les premières parties d'artistes évoluant dans un registre souvent aussi décalé que le leur, tels Brigitte Fontaine (en 2004) ou Philippe Katerine et Les Wampas (en 2006), ou encore Jacques Higelin, Magyd Cherfi, JP Nataf et La Grande Sophie.
Hyperclean, qui tourne en écoulant sa démo auto-produite lors de ses concerts, se fait repérer en 2005 par Éric Neveux du label Microbe, qui les signe sur son label en 2005. Devant l'ampleur du succès du groupe, Microbe a transféré ses droits envers le groupe à une major du disque qui a réédité l'album Hyperclean sous le label Warner début avril 2006.
Le deuxième album du groupe sort en mai 2009, sur le label Jackslams, le label des producteurs Alexandre Ignaczak et Frantz Steinbach. Intitulé Grand tata mais également Revue Mélodramatique no 2 (il n'y a pas de no 1), ce disque est accompagné d'un petit livre de 52 pages. Le groupe revient au Dynamo en 2012. Cette même année, ils réalisent un clip sous Adobe Flash du single Pénis. En 2014, ils sortent la compilation Mostla Tape qui regroupent anciennes et nouvelles chansons.

## Style musical et images
Le groupe qualifie son style musical « melo dramatic French pop band ». Pour l'Encylopédie du Rock, Hyperclean « navigue entre yéyé 60’s et néo réalisme des années 2000. » Leur style musical contient des riffs de guitare, rythmes enlevés, mélodies, et chœurs à fortes intonations pop. Les membres du groupe arborent sur scène une image très sixties, faite de costumes dépareillés et d'instruments anciens (notamment les claviers Fender Rhodes et Hammond de Ludovic Dulac).
Hyperclean tire aussi parti du large horizon musical de ses membres, qui mènent d'autres projets parallèles : Julien Gasc formera Momotte et sa bossa triturée. Frédéric Jean et Benjamin Glibert font partie du collectif Ueh qui a tourné aux États-Unis en août 2004, parrainé par le groupe japonais Acid Mothers Temple. Julien Barbagallo s'est lancé dans son projet solo Lecube, dans un registre folk délicat, et a monté le groupe Paul Stuart and the Sweet Powerpack, aux teintes pop intimistes (tous deux signés sur le label belge Top 5 Records). Par exemple, Ray Vasco and the Crocodiles et son garage rock, ou Wiedervereiningung et ses accents jazzy, autres groupes des membres d'Hyperclean. Chacun apporte ainsi ses diverses influences aux chansons d'Hyperclean, qu'il est donc difficile de réduire à un seul genre bien tranché.

## Membres

### Membres actuels
- Frédéric Jean — chant, guitare, guitare basse, orgues, vibraphone, synthétiseur (auteur-compositeur de toutes les chansons)
- Julien Barbagallo, Emmanuel Mario, Émile Sornin — batterie, chœurs
- Ludovic Dulac — synthétiseur, rhodes, piano, réalisation des clips
- Benjamin Glibert — guitare, guitare basse, chœurs
- Julien Gasc — guitare basse, guitare, chœurs
- Jesse Vernon — guitare basse, guitare, chœurs

### Membres additionnels
- Olivier Cussac — guitare basse, violon, orgue, arrangements divers
- Laurence Martial Guilhem — chant
- Stéphane Montigny — trombone
- Benoit Rault — flûte, cuica
- Rémi Loridant — synthétiseur
- Catherine Hershey — chant
- Astrid de la Chapelle — chant

## Discographie
- 2005 : Hyperclean
- 2009 : Grand tata
- 2014 : Mostla Tape
- 2015 : Pop Z
- 2016 : Le Zou